# Coppa Europa di rugby a 15 femminile 1988
La Coppa Europa femminile 1988 (in inglese 1988 Women's European Cup; in francese Tournoi européen féminin de rugby à XV 1988) fu la prima manifestazione di rugby a 15 femminile per squadre nazionali.
Fu organizzata dalla federazione francese di rugby a 15 femminile, all'epoca organismo separato dalla F.F.R.; la competizione non ricevette mai riconoscimento dalla F.I.R.A. (oggi Rugby Europe), neppure postumo, tanto che il massimo organismo europeo considera quella del 1995 in Italia la prima edizione ufficiale di torneo.
Il torneo si tenne dal 21 al 23 maggio 1988 a Bourg-en-Bresse e vide la collaborazione logistica del locale club femminile, le Violettes Bressanes, sul cui terreno di gioco si tennero tutti gli incontri.
La competizione si tenne a girone unico tra Francia, Gran Bretagna, Italia e Paesi Bassi (all'epoca l'unica delle quattro nazionali in gara sotto la giurisdizione della federazione nazionale) e fu vinta dalla rappresentativa di casa; benché mai ufficializzato, tale torneo fu l'apripista per il riconoscimento formale del rugby femminile in Francia e l'avvio dei negoziati per integrare la disciplina nei ranghi della F.F.R., cosa che avvenne ufficialmente un anno più tardi.
Nonostante la natura non ufficiale del torneo, i relativi incontri ivi disputati valgono come test match e presenza internazionale per le giocatrici.

## Formula
Il torneo si svolse a girone unico: ogni squadra nazionale incontrò le altre due durante la competizione e la classifica finale assegnò due punti per la vittoria, uno per il pareggio e zero per la sconfitta a ogni incontro.
Tutti gli incontri si tennero a Bourg-en-Bresse.

## Squadre partecipanti
- Francia
- Gran Bretagna
- Italia
- Paesi Bassi

## Risultati
| Data      | Incontro                    | Risultato | Sede        |
| --------- | --------------------------- | --------- | ----------- |
| 21-5-1988 | Francia – Paesi Bassi       | 13-3      | Bourg-en-B. |
| 21-5-1988 | Gran Bretagna – Italia      | 32-9      | Bourg-en-B. |
| 22-5-1988 | Francia – Italia            | 16-3      | Bourg-en-B. |
| 22-5-1988 | Gran Bretagna – Paesi Bassi | 26-0      | Bourg-en-B. |
| 23-5-1988 | Francia – Gran Bretagna     | 8-6       | Bourg-en-B. |
| 23-5-1988 | Italia – Paesi Bassi        | 6-10      | Bourg-en-B. |

| Pos | Squadra       | G | V | N | P | PF | PS | P±  | PT |
| --- | ------------- | - | - | - | - | -- | -- | --- | -- |
| 1   | Francia       | 3 | 3 | 0 | 0 | 37 | 12 | 25  | 6  |
| 2   | Gran Bretagna | 3 | 2 | 0 | 1 | 64 | 17 | 47  | 4  |
| 3   | Paesi Bassi   | 3 | 1 | 0 | 2 | 13 | 45 | −32 | 2  |
| 4   | Italia        | 3 | 0 | 0 | 3 | 18 | 58 | −40 | 0  |